# كيودجا

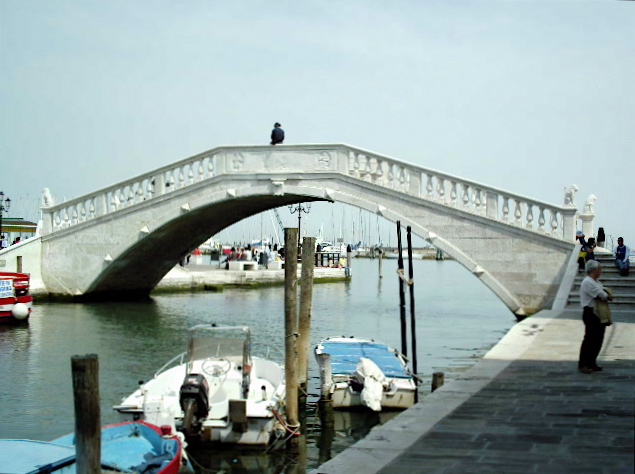
جسر فيغو

كيودجا (بالإيطالية: Chioggia)‏ مدينة شمال إيطاليا وفي الجزء الجنوبي من إقليم فينيتو، تقع في مقاطعة فينيسيا على ساحل البحر الأدرياتي، تشتهر بالفنون، وتعرف بفينيسيا الصغيرة لتشابههما في البناء في الوسط التاريخي ووجود قنوات عديدة بها وأهمها قناة فينا التي يقطعها تسعة جسور، يعتمد اقتصادها بشكل ر ئيسي على صيد الأسماك وإنتاج نوعية من الهندباء خاصة بها وعلى السياحة عدد سكانها 51.336 نسمة.

## السكان
في سنة 1871 بلغ عدد السكان 28٬051 نسمة، وتطور العدد ليصل في سنة 2011 لـ 49٬735 نسمة.
يظهر هذا المخطط البياني تطور النمو السكاني لـ كيودجا

## توأمة
لكيودجا اتفاقيات توأمة مع كل من:
- لمياء
- سان تروبيه

## أعلام
- دينو دي أنتوني
- جيوفاني دوندي
- سارة بينزو
- نيكولو دي كونتي